# Боґдалець
Боґдалець (пол. Bogdalec) — село в Польщі, у гміні Плоняви-Брамура Маковського повіту Мазовецького воєводства.
Населення — 107 осіб (2011).
У 1975-1998 роках село належало до Остроленцького воєводства.

## Демографія
Демографічна структура станом на 31 березня 2011 року:
|          | Загалом | Допрацездатний вік | Працездатний вік | Постпрацездатний вік |
| -------- | ------- | ------------------ | ---------------- | -------------------- |
| Чоловіки | 55      | 11                 | 39               | 5                    |
| Жінки    | 52      | 19                 | 22               | 11                   |
| Разом    | 107     | 30                 | 61               | 16                   |